# 梅修斯环形山
梅修斯环形山（Metius）是位于月球正面东南高地区一座古老的大撞击坑，约形成于39.2-38.5亿年前的酒海纪，其名称取自十六世纪荷兰天文学家暨几何学家阿德里安·梅修斯(Adriaan Metius，1571年-1635年)，1935年被国际天文学联合会批准接受。

## 描述

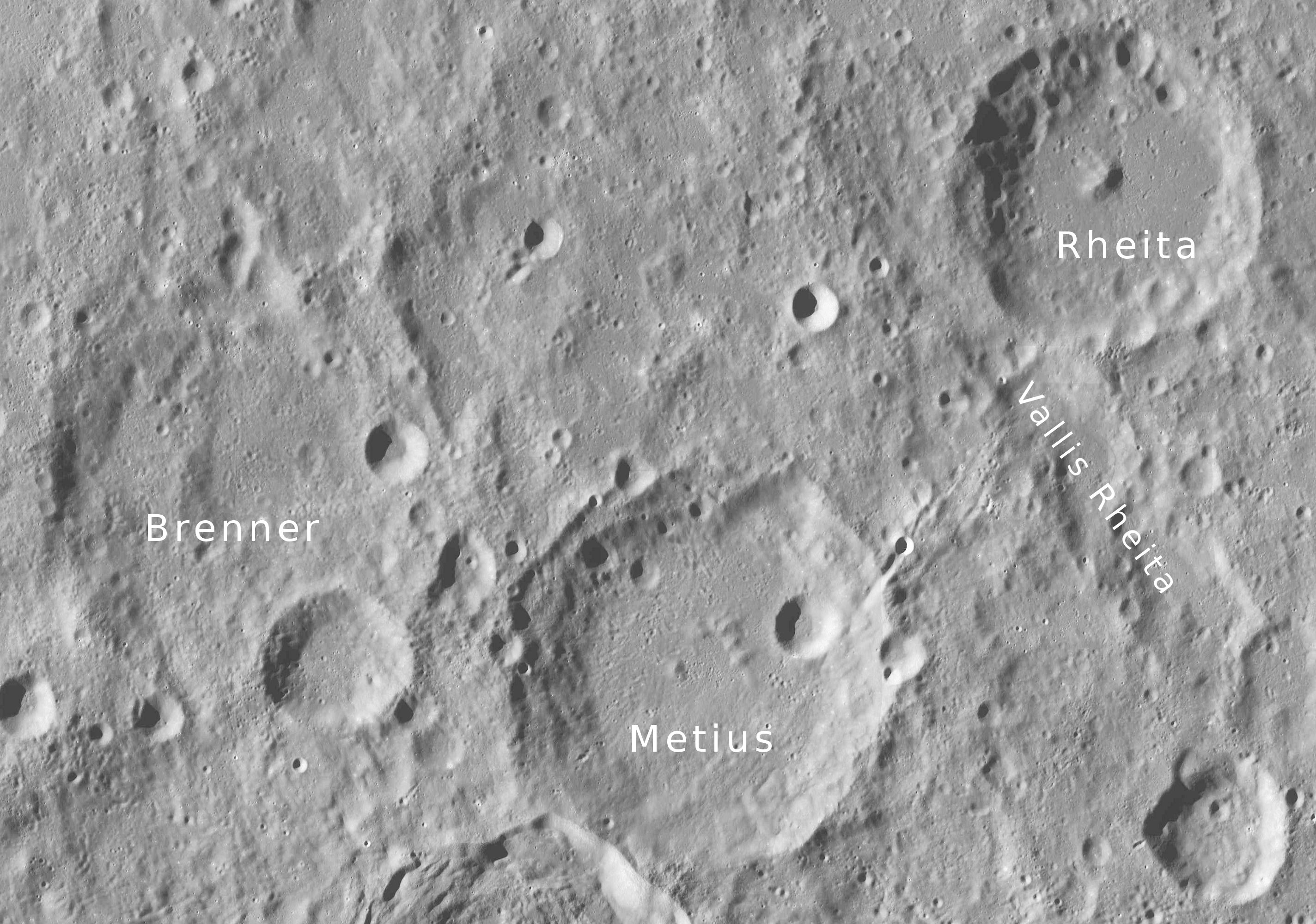
梅修斯环形山的周边， 月球勘测轨道飞行器拍摄。

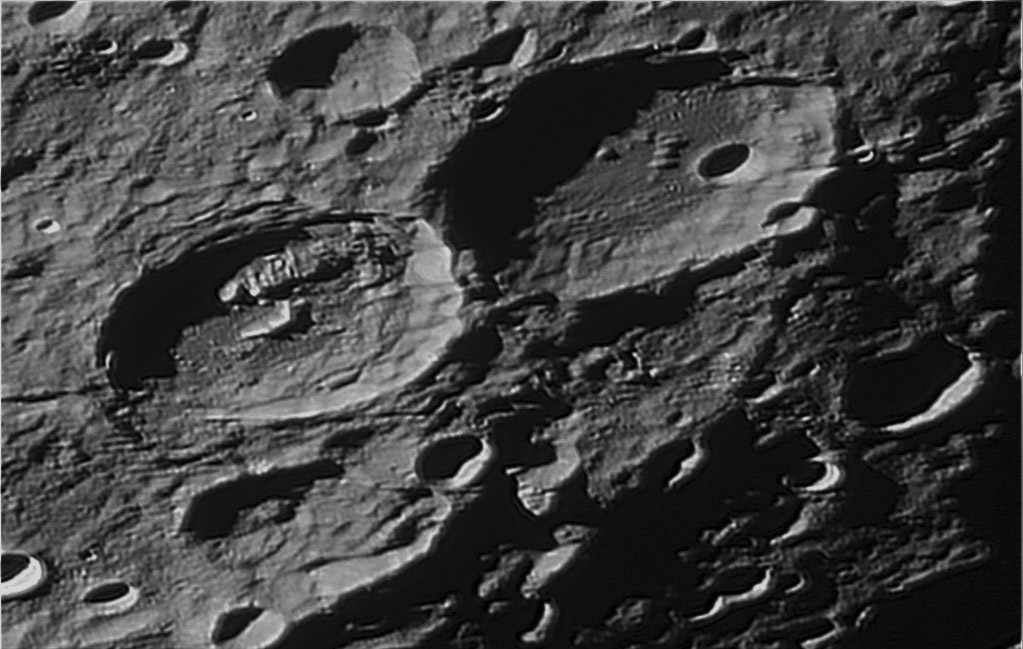
梅修斯环形山(右)及法布里休斯环形山(左)

该陨坑西北偏西接近勃伦纳环形山、东北毗邻里伊塔环形山、扬环形山位于它的东侧、西南则与法布里休斯环形山相接壤、梅修斯环形山的东北则延伸着修长笔直的里伊塔月谷。该陨坑中心月面坐标为40°25′S 43°22′E / 40.42°S 43.37°E，直径83.3公里，深度4.12公里。
梅修斯环形山外观略呈多边形状，只有一圈低矮的小外壁，在周边背景中并不突出。其中北侧壁边缘较为平直，东侧壁则覆盖了二座小撞击坑；坑内西侧内壁较平坦，而东侧内壁上显示有阶地状结构残迹。陨坑坑壁高出周边地形1400米，内部容积约7200公里3。碗状的坑底相对平坦，环中心呈马蹄状分布了数座低矮的中央山丘，靠东北内侧壁地表上坐落了碗状的卫星坑"梅修斯 B"。

## 卫星陨石坑
按惯例，最靠近梅修斯环形山的卫星坑将在月图上以字母标注在它的中心点旁边。

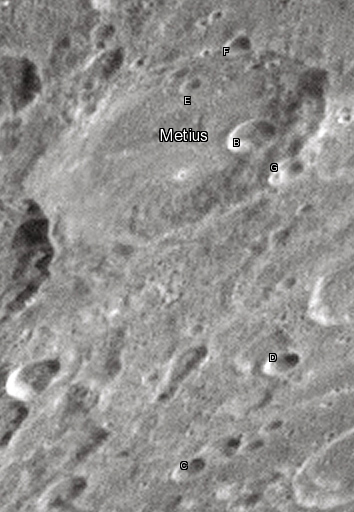
戴维·坎贝尔图片

| 梅修斯 | 纬度    | 经度    | 直径    |
| ------ | ------- | ------- | ------- |
| B      | 40.1° S | 44.3° E | 14 公里 |
| C      | 44.2° S | 49.1° E | 11 公里 |
| D      | 42.6° S | 48.4° E | 11 公里 |
| E      | 39.7° S | 42.8° E | 6 公里  |
| F      | 39.1° S | 42.9° E | 8 公里  |
| G      | 40.3° S | 45.3° E | 9 公里  |

## 另请参阅
- Andersson, L. E.; Whitaker, E. A. . NASA RP-1097. 1982.
- Blue, Jennifer. . USGS. July 25, 2007  [2007-08-05]. （原始内容存档于2012-04-08）.
- Bussey, B.; Spudis, P. . New York: Cambridge University Press. 2004. ISBN 978-0-521-81528-4.
- Cocks, Elijah E.; Cocks, Josiah C. . Tudor Publishers. 1995. ISBN 978-0-936389-27-1.
- McDowell, Jonathan. . Jonathan's Space Report. July 15, 2007  [2007-10-24]. （原始内容存档于2012-05-26）.
- Menzel, D. H.; Minnaert, M.; Levin, B.; Dollfus, A.; Bell, B. . Space Science Reviews. 1971, 12 (2): 136–186. Bibcode:1971SSRv...12..136M. doi:10.1007/BF00171763.
- Moore, Patrick. . Sterling Publishing Co. 2001. ISBN 978-0-304-35469-6.
- Price, Fred W. . Cambridge University Press. 1988. ISBN 978-0-521-33500-3.
- Rükl, Antonín. . Kalmbach Books. 1990. ISBN 978-0-913135-17-4.
- Webb, Rev. T. W.  6th revised. Dover. 1962. ISBN 978-0-486-20917-3.
- Whitaker, Ewen A. . Cambridge University Press. 1999. ISBN 978-0-521-62248-6.
- Wlasuk, Peter T. . Springer. 2000. ISBN 978-1-85233-193-1.